# Kurseong
Kurseong (en bengalí: কার্শিয়ং ) es una ciudad de la India, en el distrito de Darjeeling, estado de Bengala Occidental.

## Geografía
Se encuentra a una altitud de 1506 m s. n. m. a 632 km de la capital estatal, Calcuta, en la zona horaria UTC +5:30.

## Demografía
Según estimación 2010 contaba con una población de 55 468 habitantes.